# 494 (getal)
494 is het natuurlijke even getal volgend op 493 en voorafgaand aan 495.

## In de wiskunde
Het is een samengesteld getal, een palindroomgetal en een sphenisch getal.